# Togliatti (Russia)
Togliatti (in russo Тольятти?, Tol'jatti; ), nota in Italia anche con il nome non ufficiale di Togliattigrad, è una città russa nei pressi del fiume Volga; fa parte della regione di Samara ed è la seconda città dell'oblast' (regione), nonché capoluogo dello Stavropol'skij rajon. Al 2013 la popolazione contava 719 149 persone.

## Origini del nome
La città prende il nome dallo storico segretario del Partito Comunista Italiano, Palmiro Togliatti. Nel gergo giornalistico italiano è comune l'uso non ufficiale di chiamare la città Togliattigrad, con il suffisso slavo -grad che significa "città".

## Storia
Fu fondata nel 1737 da Vasilij Tatiščev con il nome di Stavropol'-na-Volge (in russo Ста́врополь-на-Волге?, lett. "Città della croce sul Volga") come città-fortezza, per proteggere le terre russe dai nomadi e per reinsediare i calmucchi battezzati. 
Ottenne lo status di città nel 1780. Durante gli anni cinquanta il riempimento della diga di Kujbyšev costrinse le autorità a ricostruirla completamente in un luogo diverso. Il 28 agosto 1964 assunse la denominazione attuale in onore di Palmiro Togliatti, il segretario del Partito Comunista Italiano morto una settimana prima.
Nel dicembre 1996 si svolse un referendum comunale riguardante il ripristino della denominazione originale. Anche se non vincolante a causa dell'affluenza di solo il 48,6% degli elettori, il referendum vide l'82% favorevole a conservare il nome di Togliatti.
Durante gli anni '90 la città fu teatro di un violento conflitto di mafia tra diverse organizzazioni criminali nate tra gli anni '80 ed i '90.

## Cultura
Molti monumenti o punti di interesse sono relativi al periodo sovietico, come il monumento alla Vittoria costruito nel 1985, ma non mancano monumenti e costruzioni edificati in seguito, come la cattedrale ortodossa Preobraženskij Sobor (Преображенский Собор) costruita nel 2003.
L'istruzione può contare su molte scuole pubbliche e alcune private. Le più illustri risultano:
- Università statale di Togliatti (Тольяттинский государственный университет)
- Università del Volga "Tatiščev" (Волжский университет имени В. Н. Татищева)

## Geografia antropica
Affacciata sul fiume Volga, Togliatti è divisa in diversi quartieri:
- Avtozavodskij (Автозаво́дский), chiamata anche Novyj Gorod ("Città nuova"); è il quartiere più moderno, costruito per i dipendenti della VAZ;
- Central'nij (Центра́льный), chiamato anche Staryj Gorod ("Città vecchia"); vi si trovano le sedi dell'amministrazione e del governo della città, ed è il polo industriale;
- Komsomol'skij (Комсомо́льский), il quartiere più antico, edificato contemporaneamente agli impianti idroelettrici.

## Economia
La città è famosa soprattutto per gli impianti dell'industria automobilistica VAZ, costruiti in collaborazione con la FIAT durante gli anni settanta, poi passati nell'orbita della General Motors fino al 2001 e dal 2014 facenti capo alla Renault.
Data la posizione geografica strategica, con cospicue sorgenti idriche ed energetiche, si sono sviluppati anche altri settori industriali. Tra le principali industrie chimiche vi sono la Tol'jattiAzot, la maggiore produttrice russa di ammoniaca, KujbyševAzot, specializzata in fertilizzanti nitrici, Fosfor, fosfati e affini. Altre industrie operano nei campi dell'elettrico, dei materiali da costruzione, del navale.

## Infrastrutture e trasporti
La rete di collegamento è ben sviluppata. Il trasporto pubblico comunale si basa su bus e filobus, nonché su mezzi "alternativi" (commerciali) chiamati maršrutka (minibus usati come taxi collettivi). Le sue arterie sono dense di traffico per tutta la giornata, considerando che la città è un grande centro produttivo di automobili.
I collegamenti extraurbani contano su due stazioni degli autobus, due ferroviarie e un porto. È inoltre presente un aeroporto a uso privato, mentre a 95 km da Samara è situato l'aeroporto internazionale Kurumoch. Il collegamento stradale si ha con la strada M5 "Ural".

## Amministrazione

### Gemellaggi
- Wolfsburg, dal 1991
- Flint, dal 1992
- Kazanlăk, dal 1995
- Luoyang, dal 2000
- Piacenza, dal 2014
- Re, dal 2019[4]

## Sport
Nell'ottica comunista, la città cresciuta con i lavoratori immigrati della VAZ rappresentava la perfezione sovietica. Pertanto sono fiorite molte strutture sportive, per poter formare cittadini efficienti. Negli anni la città ha avuto diverse squadre sportive che hanno raggiunto titoli e traguardi ambiti.
Il principale club calcistico è l'Akron Togliatti.
È sede della squadra di hockey su ghiaccio Lada Togliatti.